# Gare de Fraisses - Unieux
Gare de Fraisses - Unieux vasútállomás Franciaországban, Fraisses településen.

## Vasútvonalak
Az állomást az alábbi vasútvonalak érintik:
- Saint-Georges-d'Aurac-Saint-Étienne-Châteaucreux-vasútvonal

## Kapcsolódó állomások
A vasútállomáshoz az alábbi állomások vannak a legközelebb:
- Gare de Firminy
- Gare d’Aurec